# Konzo
 Konzo  ist der Name für eine mit unvollständigen Lähmungen einhergehende Nervenkrankheit, die in Hungergebieten Afrikas (insbesondere Demokratische Republik Kongo, Mosambik, Tansania, Zentralafrikanische Republik) gehäuft beobachtet wird. Die wissenschaftliche Bezeichnung lautet: endemische spastische Paraparese.

## Geschichte
Die Krankheit wurde erstmals 1938 von dem italienischen Arzt Giovanni Trolli beschrieben, der die Beobachtungen von acht Kollegen zusammenfasste, die damals in der belgischen Kolonie Kongo (heute Demokratische Republik Kongo (DR Kongo)) tätig waren. Trolli übernahm den Krankheitsnamen „Konzo“ aus der Yaka-Sprache der Eingeborenen. Das Wort kann ungefähr mit „gefesselte Beine“ übersetzt werden. Hans Rosling war 1981 mit einem Medizinerteam in Mosambik, um zu untersuchen, warum in einem Dorf gehäuft Kinder von Lähmungen betroffen waren. Er stellte fest, dass dafür vor allem die unzureichende Wässerung des Grundnahrungsmittels Cassava (Maniok) verantwortlich war. Dadurch verbleiben giftige Cyanzucker-Verbindungen (insbesondere Linamarin) in der Nahrung, die ab einer bestimmten Konzentration Nervenzellen im Rückenmark schädigen. Dies führt langfristig zu einer unvollständigen Lähmung vor allem der unteren Extremitäten, wodurch Fehlstellungen der Beine und Füße entstehen. Für diese Forschungsergebnisse erhielt Rosling 1986 den Ph.D.-Doktorgrad der Universität Uppsala verliehen.

## Krankheitsbild
Die Erkrankung betrifft vorwiegend Kinder und Frauen. Zu Beginn der Erkrankung zeigen die meisten Patienten zunächst eine generalisierte Schwäche, sind bettlägerig und haben Muskelkrämpfe. Gelegentlich treten auch Sehstörungen und Sprachschwierigkeiten auf, die später aber meist wieder verschwinden. Die unvollständigen Lähmungen setzen danach symmetrisch ein, wobei die Beine stärker betroffen sind als die Arme.
Die daraus resultierende Gehbehinderung ist dauerhaft, nimmt aber meist nicht weiter zu. Bei manchen Patienten kann es aber auch plötzlich zu einer Verschlimmerung der Krankheitssymptome kommen. Typischerweise stehen und laufen die Patienten auf den Zehenballen mit steifen Beinen und haben Muskelkontrakturen vor allem im Bereich der Knöchel. In schweren Fällen kann es zu Erblindung kommen.

## Häufigkeit
2009 wurden  etwa 7000 Erkrankte offiziell gemeldet, man geht aber davon aus, dass die meisten Fälle gar nicht registriert werden. 2002 wurde geschätzt, dass allein im Kongo über 100.000 Menschen betroffen waren.

## Behandlung
Eine Behandlung, die zur vollständigen Rückbildung der Lähmungen führt, ist nicht bekannt. Die Patienten können aber erheblich von Rehabilitationsmaßnahmen und Gehhilfen profitieren.

## Vorbeugung
Am besten wirkt eine intensive Unterweisung der Einwohner in der richtigen Zubereitung und insbesondere einer ausreichenden Wässerung von Cassava vor dem Verzehr. 2010 wurden in der DR Kongo in 13 gefährdeten Dörfern mit etwa 10.000 Einwohnern entsprechende Kampagnen so erfolgreich durchgeführt, dass keine neuen Erkrankungen mehr auftraten. Durch eine Reduzierung der Interventionsdauer von anfangs 18 Monaten auf später nur noch 9 Monate konnten die Kosten schließlich auf 16 Dollar pro Person gesenkt werden, ohne dass sich das Ergebnis verschlechterte.